# Nathaniel Cook
Nathaniel Cook foi o designer britânico que, juntamente com Jaques of London, criou o modelo de peças Staunton em 1849.
Como ele era um dos editores do Illustrated London Times, o jornal onde o célebre enxadrista britânico Howard Staunton escrevia uma coluna regular sobre enxadrismo, solicitou a Staunton que recomendasse o seu estilo de peças de xadrez. Staunton escreveu uma coluna elogiando as peças em 8 de setembro de 1849 e o padrão tornou-se famoso em todo o mundo, sendo adotado em 1924 pela FIDE como o modelo oficial de peças de xadrez. Cook patenteou o seu modelo no dia 1 de março de 1849 em Londres.